# Michelle Malkin
Michelle Malkin, född Maglalang 20 oktober 1970 i Philadelphia i Pennsylvania, är en amerikansk högerbloggare, kolumnist, politisk kommentator och författare med filippinsk bakgrund. Hon har arbetat för tv-kanalerna Newsmax TV och Fox News och har även framträtt i MSNBC och C-SPAN.
Flytten till Newsmax 2020 har sammanträffat med att Malkin allt mer associeras med alt-right-rörelsen.
Malkin är en entreprenör inom sociala medier och har grundat flera webbsajter, bland annat Hot Air och Twitchy.com – en nyhetssajt som bevakar diskussioner på Twitter.

### Fotnoter
1. 1 2 3  läs online, www.goldsea.com .[källa från Wikidata]
2. ↑  Michelle Malkin: Why I’m bringing my column-writing to a close after ‘dash thirty dash’ years (på amerikansk engelska), läs online.[källa från Wikidata]
3. ↑  ”"Right at home" Pitts, Jonathan. The Baltimore Sun, 9 mars, 2008, s. E 1.”. Arkiverad från originalet den 16 september 2012. https://web.archive.org/web/20120916205530/http://articles.baltimoresun.com/2008-03-09/news/0803080095_1_michelle-malkin-moonbats-daughter. Läst 9 augusti 2013.
4. ↑  ”Malkin Credits Member of White Nationalist Group for "Rescuing" Her and Colo. GOP Leader from Mob”. Colorado Times Recorder. 29 juli 2020. https://coloradotimesrecorder.com/2020/07/malkin-credits-member-of-white-nationalist-group-for-rescuing-her-colo-gop-leader-from-mob/27832/. Läst 19 mars 2021.
5. ↑  ”About Us | Twitchy”. Arkiverad från originalet den 6 augusti 2013. https://web.archive.org/web/20130806095639/http://twitchy.com/about/. Läst 9 augusti 2013.